# مارشال بي. لويد
مارشال بي. لويد (بالإنجليزية: Marshall B. Lloyd)‏ هو مخترِع أمريكي، ولد في 10 مارس 1858 في سانت بول في الولايات المتحدة، وتوفي في 10 أغسطس 1927.